# Adranes pacificus
Adranes pacificus är en skalbaggsart som beskrevs av Henry Frederick Wickham 1901. Adranes pacificus ingår i släktet Adranes och familjen kortvingar. Inga underarter finns listade i Catalogue of Life.